# 아일랜드 문학

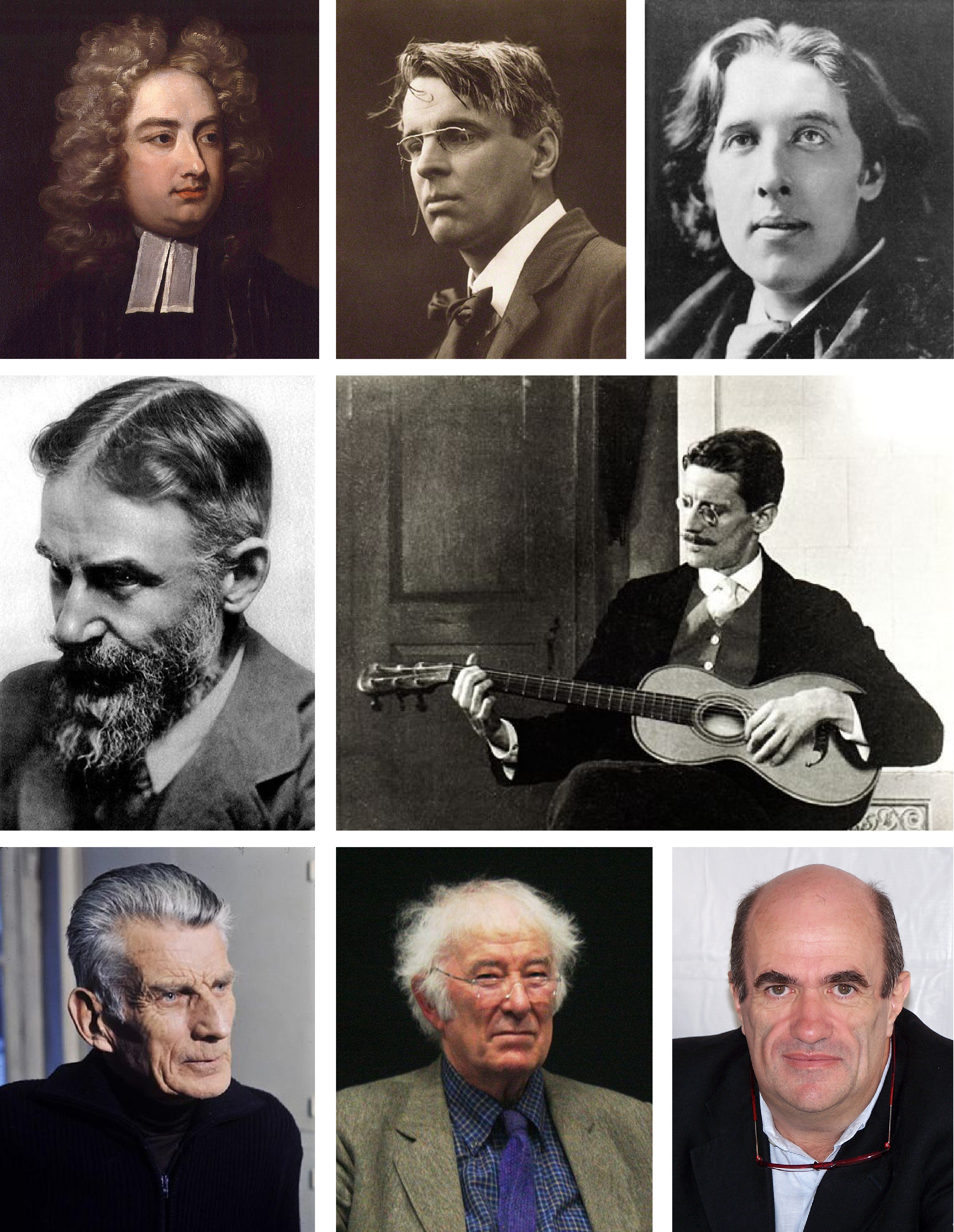
왼쪽 위에서 시계 방향으로: 조너선 스위프트, 윌리엄 버틀러 예이츠, 오스카 와일드, 제임스 조이스, 콜름 토이빈, 셰이머스 히니, 사뮈엘 베케트, 조지 버나드 쇼

아일랜드 문학(Irish literature)은 아일랜드에 있는 아일랜드어, 라틴어, 영어(얼스터 스코트어 포함) 언어로 된 글로 구성되어 있다. 가장 일찍 기록된 아일랜드어의 쓰기는 7세기부터 시작되었으며 수도승들이 라틴어와 초기 아일랜드어로 쓰면서 제작되었다. 아일랜드의 수도승들은 문자적 글쓰기와 더불어 시와 신화적 이야기를 모두 기록했다. 타인이나 미친 왕 스위니와 같은 이야기를 포함하여 아일랜드 신화적 글쓰기의 거대한 유물이 남아 있다.
영어는 노르만인의 아일랜드 침공 이후 13세기에 아일랜드에 도입되었다. 그러나 아일랜드 언어는 17세기 영국 권력의 확장으로 시작된 느린 쇠퇴에도 불구하고 19세기까지 아일랜드 문학의 지배적 언어로 남아 있었다. 19세기 후반에는 대기근과 그에 따른 기아와 이민에 의한 아일랜드 인구의 소멸에 크게 기인하여 아일랜드어를 영어로 빠르게 대체하였다. 그러나 세기 말에 문화 민족주의는 게일어 부흥(아일랜드어로 현대문학을 장려한 것)과 더 일반적으로 아일랜드 문학 부흥에 의해 특징지어지는 새로운 에너지를 보여주었다.
앵글로아일랜드 문학의 전통은 리처드 헤드와 조너선 스위프트에 이어 로렌스 스턴, 올리버 골드스미스, 리처드 브린슬리 셰리든 등의 위대한 지수를 처음으로 발견했다. 또한 18세기 동안 쓰여진 에이블린 더블 니 조닐의 아일랜드어 예리한 "카오이나드 에어트 우이 노아게르"는 그녀의 남편인 예술 우이 노아게르의 죽음을 한탄하며 아일랜드나 영국에서 세기에 쓰여진 가장 위대한 시로 널리 평가되고 있다.
19세기 말 20세기 내내 아일랜드 문학은 특히 오스카 와일드, 브람 스토커, 제임스 조이스, 윌리엄 버틀러 예이츠, 사뮈엘 베케트, 엘리자베스 보웬, C. S. 루이스, 케이트 오브라이언, 조지 버나드 쇼의 전례 없는 성공적인 작품들을 보았다. 영국, 스페인, 프랑스, 스위스 같은 오페아 국가들 한편, 얼스터에 있는 스코틀랜드 정착민들의 후손들은 시를 운율하는 특히 강한 전통을 가지고 있는 얼스터스코트 족의 작문 전통을 형성했다.

## 같이 보기
- 아일랜드 연극